# 小池村勇七
小池村 勇七（こいけむら ゆうしち、宝暦13年〈1763年〉 - 文化2年1月9日〈1805年2月8日〉）は、江戸時代後期の一揆指導者。

## 経歴・人物
常陸国信太郡小池村の農民。文化元年（1804年）水戸街道牛久宿の問屋麻屋和藤治による助郷役課増に反対し、小池村吉十郎・桂村兵右衛門と共に一揆を指導。和藤治・牛久宿治左衛門・阿見村権左衛門の問屋を打ち壊し、土浦藩兵に鎮圧された。これを牛久助郷一揆という。その後、頭取のひとりとして捕らえられ江戸で獄死。